# Heinz Bitzan
Heinz Bitzan (* 21. Februar 1892 in Linz; † 7. April 1965 ebenda) war ein österreichischer Kunsthandwerker, Buchgestalter, Buchbinder und Amateurfotograf.

## Leben und Wirken
Heinz Bitzan ist Absolvent der Kunstklasse der Berliner Buchbinderfachschule und war viele Jahre in Kunstbuchbindereien in Deutschland tätig.
1919 gründete er eine eigene Werkstätte in Linz. Er war Mitglied im Amateurphotographenverein Linz und 1932 Gründungsmitglied der Kunstphotographischen Vereinigung Linz. In den 1930er-Jahren gehörte er zur Linzer Schule der Kunstfotografen Weichzeichner.
Von 1941 bis 1946 und von 1949 bis 1960 war er Landesinnungsmeister der Buchbinder und Kartonagewarenerzeuger. 1954 wurde er mit der Gestaltung des Gästebuches der Stadt Linz beauftragt.
Bitzan zählte gemeinsam mit Klemens, Franz Brosch, Franz Sedlacek, Anton Lutz und Hans Pollack zu den Begründern der Künstlervereinigung MAERZ.

## Gemeinschaftsausstellungen
Das Foto Winterlandschaft (Gefälltes Holz) befindet sich in der Sammlung des Lentos und wurde als Titelbild für einen Ausstellungskatalog verwendet.
- MAERZ 1913. Die Gründungsmitglieder der Linzer Künstlervereinigung in der Landesgalerie Linz am Oberösterreichischen Landesmuseum (2013)
- 100 Jahre MAERZ. Die Anfänge 1913 bis 1938, Nordico – Museum der Stadt Linz (2013)[2]
- Winterpanorama Still, Winterreise durch das reiche Depot der Sammlungen der Museen der Stadt Linz vom 19. Jahrhundert bis zur Gegenwart, Lentos (2005)[5]
- Internationale Photo-Ausstellung des Verbandes österreichischer Amateurfotografen-Verein, Künstlerhaus, Wien, 1930, 1933, 1934, 1936sowie Beteiligungen an weiteren nationalen und internationalen Fotoausstellungen u. a. in Wien, Salzburg, Essen, München, Köln, Nürnberg, Berlin, Dresden, Veröffentlichungen in dazu erschienen und weiteren nationalen und internationalen Publikationen.[6]